# Giorgio Ascanelli
Giorgio Ascanelli (ur. 23 lutego 1959 roku w Ferrerze, Emilia-Romania) – włoski inżynier Formuły 1.

## Życiorys
Giorgio Ascanelli rozpoczął karierę w sportach motorowych w 1985 roku jako pracownik Scuderia Ferrari w Formule 1. W 1987 roku rozpoczął pracę w Rajdowych Mistrzostwach Świata w Abarth, po czym za sprawą Gerharda Bergera, który przeszedł do McLarena, wrócił do Scuderia Ferrari.
W 1992 roku Ascanelli przeniósł się do McLarena i pracował razem z Gerhardem Bergerem.
Po odejściu Austriaka do Ferrari na sezon 1993, Ascanelli pozostał w teamie McLaren jednak już jako inżynier wyścigowy trzykrotnego mistrza świata Ayrtona Senny. Brytyjska stacja BBC wyemitowała w 1994 roku kilku odcinkowy program zatytułowany A Season With Mclaren, który doskonale ukazuje rolę Giorgio w Mclarenie w 1993 roku i jego współpracę z Senną.
Po odejściu Senny do Williamsa w 1994 roku Ascanelli wrócił do Scuderia Ferrari, gdzie ponownie pracował z Gerhardem Bergerem i Johnem Barnardem, był inżynierem wyścigowym. Dołączył jako dyrektor do prac badawczo-rozwojowych w Ferrari. W latach 2002–2006 pracował jako dyrektor techniczny w GT-Team w Maserati.
Od 2007 do lipca 2012 roku pracował jako dyrektor techniczny w zespole Formuły 1 Scuderia Toro Rosso, po czym udał się na przerwę, a następnie na początku września odszedł z zespołu. Został zastąpiony przez Jamesa Keya.
Pomimo spekulacji iż Giorgio znajdzie miejsce w Ferrari, w lutym 2013 roku ogłoszono iż Włoch zdecydował się na posadę szefa technicznego rodzimej firmy Brembo, dostarczającej swe hamulce kilku teamom F1, łącznie ze Scuderią.